# Sorygaza mardia
Sorygaza mardia là một loài bướm đêm trong họ Noctuidae.